# SYZ-гипотеза
SYZ-гипотеза возникла как одна из попыток понять смысл зеркальной симметрии, гипотезы, возникшей в 90-е в теоретической физике и математике. SYZ-гипотеза была предложена в статье Строминджера, Яу и Заслоу, озаглавленной «Зеркальная симметрия — это T-дуальность».
Наряду с гипотезой гомологической зеркальной симметрии, SYZ-гипотеза является одним из наиболее математически разработанных подходов к зеркальной симметрии. В то время как гомологическая зеркальная симметрия основывается на гомологической алгебре, SYZ-гипотеза является геометрической реализацией зеркальной симметрии.

## Объяснение
Зеркальная симметрия связывает теории струн типа IIA и типа IIB — в том смысле, что теории поля, соответствующие этим двум теориям струн, эквивалентны, если эти теории струн компактифицируются на зеркально симметричные многообразия.
SYZ-гипотеза использует этот факт следующим образом. Рассмотрим BPS-состояния теорий типа IIA, скомпактифицированные на X (в частности, 0-браны — они удобны тем, что их пространство модулей есть просто X). Хорошо известно, что все BPS-состояния теорий типа IIB, скомпактифицированные на Y, являются 3-бранами. Таким образом, зеркальная симметрия будет отображать 0-браны в теориях типа IIA в 3-браны теорий типа IIB.
С учётом суперсимметричных граничных условий для открытой струны было показано, что эти 3-браны должны быть специальными лагранжевыми подмногообразиями. С другой стороны, T-дуальность осуществляет ровно то же самое отображение для этого случая, поэтому авторы гипотезы и употребили фразу «зеркальная симметрия — это T-дуальность».